# Альберт Попов
Альберт Попов (8 серпня 1997 , Софія ) — болгарський гірськолижник. Учасник зимових Олімпійських ігор 2018.

## Результати в Кубку світу
Усі результати наведено за даними Міжнародної федерації лижного спорту.

### Підсумкові місця в Кубку світу за роками
| Сезон |                 |        |                    |             |                  |                         |      |    |
| Вік   | Загальний залік | Слалом | Гігантський слалом | супергігант | Швидкісний спуск | Гірськолижна комбінація | Очки |    |
| 2019  | 21              | 66     | 23                 | —           | —                | —                       | —    | 95 |
| 2020  | 22              | 90     | 31                 | —           | —                | —                       | —    | 67 |
| 2021  | 23              | 72     | 26                 | —           | —                | —                       | —    | 90 |

### Потрапляння до першої десятки
| Сезон | Дата       | Місце проведення   | Дисципліна | Місце |
| ----- | ---------- | ------------------ | ---------- | ----- |
| 2019  | 26/01/2019 | Кіцбюель (Австрія) | Слалом     | 9     |
| 2019  | 29/01/2019 | Шладмінг (Австрія) | Слалом     | 6     |
| 2021  | 26/01/2021 | Шладмінг (Австрія) | Слалом     | 6     |

Станом на 26 січня 2021

## Результати на чемпіонатах світу
Усі результати наведено за даними Міжнародної федерації лижного спорту.
| Рік  |        |                    |             |                  |                         |   |
| Вік  | Слалом | Гігантський слалом | супергігант | Швидкісний спуск | Гірськолижна комбінація |   |
| 2015 | 17     | НФ1                | НФ1         | —                | —                       | — |
| 2017 | 19     | 27                 | 30          | —                | —                       | — |
| 2019 | 21     | НФ1                | 29          | —                | —                       | — |

## Результати на Олімпійських іграх
Усі результати наведено за даними Міжнародної федерації лижного спорту.
| Рік  |        |                    |             |                  |                         |   |
| Вік  | Слалом | Гігантський слалом | супергігант | Швидкісний спуск | Гірськолижна комбінація |   |
| 2018 | 20     | НФ1                | 28          | —                | —                       | — |